# Peter Bolliger
Peter Bolliger (18 de mayo de 1937-18 de marzo de 2024) fue un deportista suizo que compitió en remo.
Participó en dos Juegos Olímpicos de Verano en los años 1964 y 1968, obteniendo una medalla de bronce en México 1968 en la prueba de cuatro con timonel. Ganó dos medallas de bronce en el Campeonato Europeo de Remo, en los años 1965 y 1969.

## Palmarés internacional
| Juegos Olímpicos   | Juegos Olímpicos          | Juegos Olímpicos  | Juegos Olímpicos   |
| Año                | Lugar                     | Medalla           | Prueba             |
| ------------------ | ------------------------- | ----------------- | ------------------ |
| 1968               | Ciudad de México (México) | Medalla de bronce | Cuatro con timonel |
| Campeonato Europeo |                           |                   |                    |
| Año                | Lugar                     | Medalla           | Prueba             |
| 1965               | Duisburgo (RFA)           | Medalla de bronce | Cuatro sin timonel |
| 1969               | Klagenfurt (Austria)      | Medalla de bronce | Cuatro con timonel |